# Ust'-Koksa
Ust'-Koksa (in russo Усть-Кокса?) è un selo della Repubblica Autonoma dell'Altaj, nella Russia asiatica, capoluogo del rajon Ust'-Koksinskij. Si trova nel punto di confluenza dei fiumi Koksa e Katun'.